# Strona domowa
Strona domowa – termin wieloznaczny. Początkowo „stronę domową” definiowano jako stronę internetową, która otwiera się jako pierwsza, gdy tylko uruchomi się daną przeglądarkę internetową. Samo pojęcie strona domowa funkcjonuje sukcesywnie również jako strona startowa czy portal startowy, ale również strona korporacyjna oraz strona indywidualna.
- Część użytkowników ustawia jako stronę domową któryś z większych czy mniejszych serwisów internetowych jak Onet czy MyStartAll.pl. Serwisy tego rodzaju zawierają na własny sposób uporządkowane tematyczne katalogi stron www oraz własnych podserwisów. Dostarczają one najświeższe wiadomości z kraju i ze świata, wyniki lotto czy też aktualną prognozę pogody. Serwisy te, określane również mianem portali internetowych, spełniają funkcję internetowych „bram” do świata Internetu, ułatwiając dostęp do informacji różnorodnie w sieci porozmieszczanych.

- Pojęciem określającym serwisy o funkcjonalności stron domowych równoznacznie uważane są strony startowe, które umożliwiają personalizację co do potrzeb i predyspozycji użytkownika jak np. iGoogle (http://www.google.pl/ig). Innym przykładem, lecz bez możliwości indywidualizacji, jest serwis http://start24.pl

- Innym mianem strony startowej są tzw. strony korporacyjne, które poprzez połączenie wiadomości dotyczących specyficznej branży i oferowanych produktów umożliwiają również szybki dostęp do najbardziej popularnych funkcji jak np. konto poczty elektronicznej. Utrzymywanie takich serwisów umożliwia tworzenie sieci nabywców swoich produktów i usług, dla konkretnej najczęściej dużej firmy czy korporacji, np. Plus.pl. Użytkownik korzystający z takiego serwisu mimowolnie uczestniczy w rozprzestrzenianiu się jego reklamy, a stale obecne logo firmy zapada w pamięć i powoduje bliższe przywiązanie się do marki.

- Kolejnym pojęciem utożsamianym z nazwą strony domowej jest prywatna strona internetowa – wizytówka konkretnego użytkownika. Użytkownicy zamieszczają w nich informacje o sobie, swoim hobby, zainteresowaniach itp. Dużym ułatwieniem stała się możliwość umieszczania na indywidualnych stronach gotowych szablonów, np. wiadomości sportowych czy wyników lotto w formie aktualizowanych informacji RSS czy tzw. widżetów. Tworzone w ten sposób strony www zawierają informacje umieszczone i podzielone zgodnie z preferencjami użytkownika.